# シベリア・カザーク

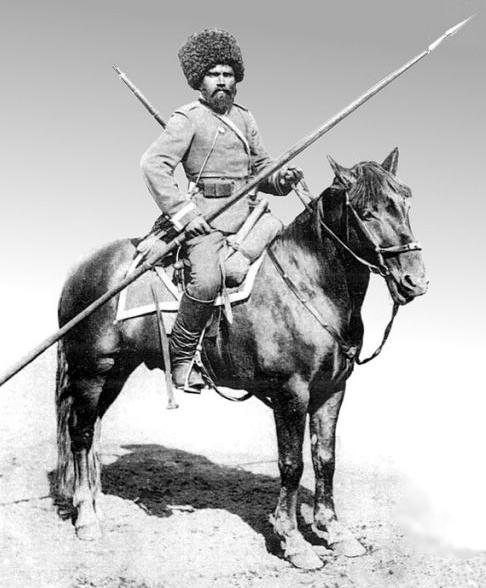
Siberian Cossack c. 1890s

シベリア・カザークは、16世紀末のイェルマークによって始まったシベリア征服ののち、シベリア地域に移住したコサック（ロシア語:カザークказаки）である。以下、シベリアのコサックはカザークで統一する。
開拓初期には、シベリアのロシア人全体、特に勤務人階級はカザークと呼ばれていた。だが、実際には単に地主でも農民でもないという大雑把な意味においてであった。
彼らのほとんどは北西ロシア出身であり、ドン・コサックやザポロージエ・コサックとは関係なかった。

## 成立

### イェルマークのシビル・ハン国遠征
1581年、自由カザークの流れに連なるイェルマークは、シビル・ハン国の征服に向かい、首都カシリクを落とした。
この遠征隊は、ヴォルガ、ヤイーク（のちのウラル）の自由カザークを主として、ドンやテレークのカザークも参加した。遠征隊は大きくふたつの集団に分かれる。ひとつはイェルマークを頭目として、リヴォニア戦争に参加し、西部戦線でツァーリより俸禄を受けていた自由カザークである。1582年にロシアがポーランドと和平を結んだため、彼らは仕事を失った。もうひとつの集団は、ロシア政府の命で大ノガイ・タタールと戦闘を行っていたイヴァン・コリツォーらのカザーク集団である。ロシアが大ノガイに対して懐柔策を取るようになると、コリツォーらは「悪者」とされ、「盗賊カザーク」として扱われるようになった。
イェルマークらとコリツォーらが連携し、イェルマークをアタマン（頭目）として行われたのがこの遠征である。

### 自由カザークと勤務カザーク
イェルマークはシビル・ハン国に一時的に勝利、首都カシリクを占拠するが、同国の統治者クチュム・ハーンおよび家臣はいまだに残り、厳しい気候の中、占領地を守るのは困難であった。そのため、イェルマークは征服地を当時のツァーリたるイヴァン4世（雷帝。在位1533年-1584年)に献上し、増援部隊を請願した。すなわち、イェルマークらカザークは、自由カザークとして独立する代わりに、みずからツァーリの権威に従う道を選んだといえる。
この後、イェルマークの部隊のカザークと、ロシアから送られてきた勤務カザークらが、後のシベリア・カザークの核となる。
イェルマークは1585年、シビル・ハン国軍との戦いで戦死するが、ロシアの本格的なシベリア征服が始まった。
その後、シベリアでは河川交通の要衝の地に次々と要塞が築かれた。1587年に開かれたトボリスクは、シベリア行政と教会の中心になっていく。
シベリア・カザークは、本国から遠い地に暮らすためロシア国家の援助が必要であり、ツァーリに忠実な勤務カザークとなった。同時に、イェルマークら自由カザークとしての自治の伝統を受け継いでいた。たとえば、全成員の参加によるカザーク集会クリル（クリール）で意思を決定するなどである。

## 歴史

### 帝政時代

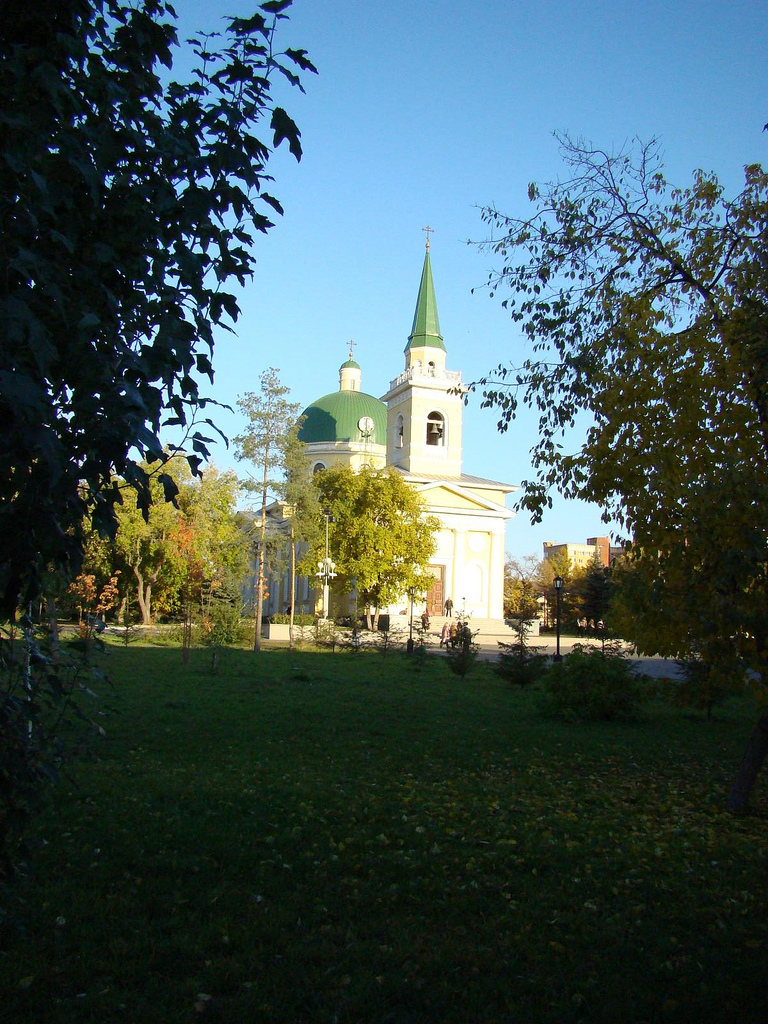
St. Nicholas Cossack Cathedral, オムスクの聖ニコラ・コサック教会　シベリア・カザーク軍の教会the main church of the Siberian Cossack Host

シベリア・カザークはツァーリたちの代理として、18世紀から1917年の革命まで軍事衝突に参加した 。
1801年にシベリア軍は入植地や領土の辺境の駐屯地に駐留させるために、6000人のコサックを送り込んだ。
1808年までに、軍は10連隊の騎馬コサックおよび2中隊の馬に引かせた砲撃隊に編成された。
1825年にサンクト・ペテルブルクにてデカブリストの乱が起きる。この1820年代当時、ロシア帝国の軍隊は、ヨーロッパ・ロシアには近代的な正規軍が配備されるいっぽう、アジア・ロシアには、カザークおよび半遊牧の諸民族から成る非正規軍が配属されていた。
1905年の日露戦争のあいだ、シベリア軍のカザークたちはロシア騎兵隊のうち、207大隊という大きな割合を占めた。
彼らの馬術のレベルは批判されていたが、騎馬歩兵と称された
。

### 革命後
シベリア軍は、ロシア革命ののち、1919年に解体された。新しいソビエト体制は大規模にカザークの文化や特徴を排除しようとした。
1937年には、さまざまなカザーク連隊が再結成されるいっぽう、シベリア部隊は特にその中には含まれなかった。

## 特徴

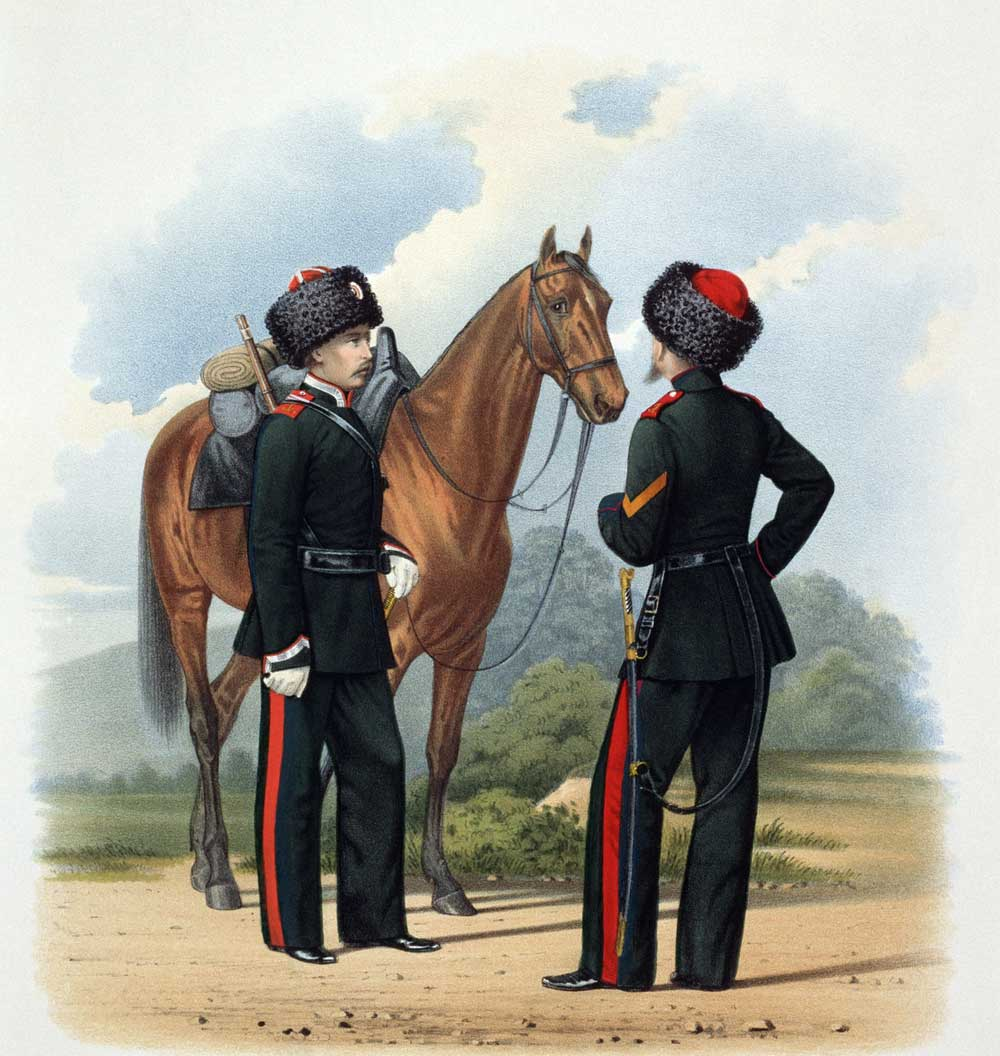
シベリアとセミレチェンスクのカザーク

1802年に、シベリア軍は、伝統的な衣服の代わりに軍服を着ることを許可された。当初は、ドン・コサックの軍服を元にしていたが、1812年以降、よりありきたりな槍騎兵風の衣装が採用された。
1880年代から、シベリア・カザークの3つの連隊の識別色は、赤であった。帽子のバンドとエポレット、緑の軍服の広いズボンの縞に赤が使われていた。
彼らは丈の高い羊毛の帽子をかぶり、時折、頭頂に赤い布をつけた。1900年初頭に、将校用に行われた改変では、黒い襟と赤いパイピングをされた尖ったカフスが加わった。エポレットと肩章の紐は銀色であった。
1909年には政府発行のカーキ色のチュニックと帽子が、下士官や兵士に支給された。しかし、赤の襟章や、緑の七部丈ズボンは残った。
1812年のフランスのロシア侵攻の際の勤務が認められて、シベリア軍の連隊は、槍に色のついたペナント（三角旗）をつける特権を与えられた。槍は彼らの主要な武器として、第一次世界大戦まで残った。